# Ліліана Гасинська
Ліліана Гасинська (англ. Liliana Gasinskaya) — радянська дівчина, українка, в 1979 році у віці 18 років втекла із СРСР до Австралії з круїзного теплоходу, що знаходився на стоянці в порту Сіднея, і отримала в Австралії притулок.

## Утеча
Ліліана Гасинська народилася в Алчевську, жила в Одесі. Вступила в Одеське Технічне училище № 1. З метою втечі вона влаштувалася працювати на радянський круїзний теплохід «Леонід Собінов» офіціанткою. 14 січня 1979 року, під час стоянки теплохода в порту Сіднея, Гасинська в одному червоному бікіні пролізла через ілюмінатор і пропливла 40 хвилин до берега Сіднейської бухти в районі Пірмонта, передмістя Сіднею. Діставшись до берега, Гасинська ламаною англійською звернулася до перехожого, що вигулював собаку, за допомогою і одягом. Робітники радянського консульства майже виявили її, але репортери із газети «Дейлі Міррор» знайшли її першими і сховали, отримавши в обмін ексклюзивні інтерв'ю і фото в бікіні.
Свій вчинок Гасинська пояснила тим, що вона хотіла втекти з СРСР з чотирнадцяти років. Австралія їй сподобалася по фотографіях в журналі. В інтерв'ю біженка розповідала про свою ненависть до комунізму, «побудованому на брехні і пропаганді». Дівчина заявила, що хоче стати актрисою і вступити до школи моделей.

## Реакція в Австралії
В австралійському суспільстві розгорнулася дискусія, чи потрібно надати дівчині притулок або депортувати, як це зазвичай робилося з іншими подібними біженцями. Попри те, що Гасинська не змогла переконливо пояснити, в чому саме полягали переслідування з боку влади на батьківщині (один з коментаторів навіть припустив, що в СРСР їй було просто нудно ходити по крамницях), біженці дозволили залишитися.

## Подальше життя
Отримала значну популярність на Заході як «дівчина в червоному бікіні».
Незважаючи на зусилля радянського посольства до її екстрадиції, їй було надано політичний притулок в Австралії. Знімалася для глянцевих журналів. За 15 тис. доларів знялася оголеною на розвороті першого австралійського випуску журналу «Пентхаус». Вийшла заміж за фотографа газети Дейлі Міррор, який заради неї кинув дружину з трьома дітьми. Чоловік допоміг їй почати кар'єру професійної танцівниці диско і діджея. Ходили чутки, що вона знімалася в австралійських телесеріалах The Young Doctors і Arcade, але підтвердження цього відсутні. У 1981 році знову потрапила на сторінки газет, коли міністр у справах імміграції Ян Макфі сказав, що її статус може бути переглянутий, тому що, за чутками, Гасинська подала заяву на відновлення радянського громадянства, що сама біженка спростувала. З 1984 дружина багатого бізнесмена-девелопера Яна Хайсона. У 1990 році вони розлучилися, Гасинська переїхала до Лондона і після розпаду СРСР перевезла до себе своїх батьків з України.